# Masacre de Segovia
La masacre de Segovia, Antioquia, ocurrió el 11 de noviembre de 1988 durante un ataque del grupo paramilitar "Muerte a Revolucionarios del Nordeste", liderado por Fidel Castaño. Dejó un saldo de 46 personas asesinadas y más de 50 heridas. Se realizó con el fin de eliminar a los militantes de la Unión Patriótica que habían ganado las elecciones de marzo de 1988.

## Antecedentes
La Unión Patriótica, partido creado por varias fuerzas de izquierda en el país, incluyendo a las Fuerzas Armadas Revolucionarias Colombianas (FARC) y el Partido Comunista Colombiano, con el apoyo del gobierno de Belisario Betancur en el marco del proceso de paz a mediados de 1985, había ganado elecciones parlamentarias en varias regiones del país incluida la misma Segovia. No obstante los grupos paramilitares continuaron la violencia, combatiendo a las FARC en el campo y asesinando líderes sociales y dirigentes de izquierda. Estos grupos de autodefensa liderados por Fidel y Carlos Castaño eran pagados por terratenientes y más tarde por Gonzalo Rodríguez Gacha "el Mexicano" del Cartel de Medellín a la vez que contrataba mercenarios como Yair Klein para su entrenamiento. Meses atrás había sucedido la sangrienta Masacre de la Mejor Esquina.
Los meses anteriores a la masacre, como lo han afirmando algunos pobladores, los patrullajes del Ejército se habían reducido desde marzo pasado cuando se declaró la victoria de la UP en los comicios de ese mes, y así mismo se presentaron hechos insolitos como la llegada de camionetas de alta gama que rondaron las calles de la plaza y la alcaldía y falsos hostigamientos que protagonizaban los militares por cuando algunos pobladores afirman haber observado como los oficiales del Ejército disparaban al aire para generar pánico en el casco urbano.

## La masacre
La matanza se inició en la noche del 11 de noviembre cuando varios paramilitares en conjunción con oficiales de la policía de Segovia y miembros del Ejército vestidos con prendas de la policía, arribaron al casco urbano en camionetas de alta gama y ocuparon en medio de la oscuridad y el silencio de la noche la plaza central de la ciudad. Su primer objetivo fue la sede de la Alcaldía. Recorrieron a pie el pueblo con una lista y no pararon hasta que fusilaron a todos los que aparecían en ella. Algunos transeúntes que se les cruzaron en el camino sufrieron la misma suerte. En total 46 personas murieron. Los paramilitares abandonan el pueblo no sin antes dejarle mensajes al partido político UP. Después de abandonar el pueblo, los sicarios se habrían refugiado en la base militar del Batallón Bombona en Puerto Triunfo. Por este hecho nadie fue condenado hasta el 2011.

## Investigaciones y Juicios
La masacre se dio a conocer escasamente un día después por los medios de comunicación. Los familiares de las víctimas y el resto de la población clamó por justicia. En un principio se acusó a la guerrilla de las FARC por la matanza pero más tarde se aclaró que fue cometida por paramilitares. Se sabe que los paramilitares actuaron con la complicidad de la policía y las fuerzas militares quienes habían salido ilesas de la masacre y habían permitido la entrada de los asesinos.
La Corte Suprema colombiana decidió en julio de 2010, con los responsables directos de la masacre detenidos en cárceles norteamericanas por narcotráfico, que los políticos que se vieron beneficiados por esa masacre, o pudieron incidir en ella, son tan responsables como los paramilitares que dieron la orden de disparar. Uno de los acusados, el liberal César Pérez García, había sido detenido como determinador, pero la Justicia entonces lo absolvió rápidamente.
Según el líder paramilitar Alonso de Jesús Vaquero 'Alias: vladimir', el congresista Pérez Garcia gestionó la masacre con Fidel Castaño y el ganadero Henry Pérez, como una contraofensiva hacia la población por haber votado por la UP, y evitar perder los ingresos que se percibian con la explotación de oro en la región, a manos del partido político.
En una entrevista dada al programa Hagamos Memoria de Canal Capital, la alcaldesa en ese entonces, Rita Tóbon afirmó haber recibido amenazas de muerte directas los días previos a la masacre por parte del entonces comandante de la III Division del Ejército General Farouk Yanine Diaz. 
La Sala Penal del Supremo ya había condenado a dos parapolíticos (políticos que se aliaron a los paramilitares) por homicidios cometidos por los grupos armados. Sin embargo, hasta ahora la regla era que el tribunal o los jueces ordinarios los condenaban por el delito de concierto para delinquir agravado, una figura que, de declararse culpable, sólo conlleva penas de cuatro o cinco años de reclusión. La mayoría de los condenados consiguió salir con libertad condicional después de dos años y medio, por buena conducta.
Pero ahora, gracias a la nueva posición de la Corte, las reglas cambiaron para todos aquellos políticos que financiaron, apoyaron y hasta participaron de la “guerra” de los paramilitares. La Corte estaría diciendo que todos los que tenían alguna posición de poder, aunque sea intermedia, en los aparatos organizados que fueron las Autodefensas Unidas de Colombia, son responsables de las desapariciones, los desplazamientos y las ejecuciones extrajudiciales ante la Justicia.
El 22 de julio de 2010, por orden de la Corte Suprema de Justicia, el controvertido político colombiano César Pérez García, es capturado, siendo uno de los autores intelectuales de la masacre. El 15 de mayo de 2013 es condenado a 30 años de prisión al ser encontrado responsable de esta como determinador.